# Stadion Crvena zvezda
Stadion Rajko Mitić (serb. cyr. Стадион Рајко Митић, w latach 1963–2014 Stadion Crvene zvezde, serb. cyr. Стадион Црвенe звездe, nieoficjalna nazwa Marakana, serb. cyr. Маракана) – wielofunkcyjny stadion sportowy położony w stolicy Serbii – Belgradzie. Stadion jest w stanie pomieścić 53 000 widzów. Został wybudowany w latach 1960–1963 w miejscu stadionu SK Jugoslavija. Przez wiele lat był największym obiektem sportowym na Bałkanach mieszcząc 95 tysięcy widzów (m.in. podczas finału PEMK w 1973 roku pomiędzy AFC Ajaxem a Juventusem 1:0. Ale podczas ME w 1976 roku już tylko 83 tysiące. Na nim swoje mecze rozgrywa klub FK Crvena zvezda i reprezentacja Serbii, która w eliminacjach Euro 2008 rozgrywała na nim wszystkie swoje mecze.
W grudniu 2014 zgromadzenie udziałowców zdecydowało o nadaniu stadionowi imienia Rajko Miticia, jednego z legendarnych piłkarzy Crvenej zvezdy.